# Diocesi di Gurk

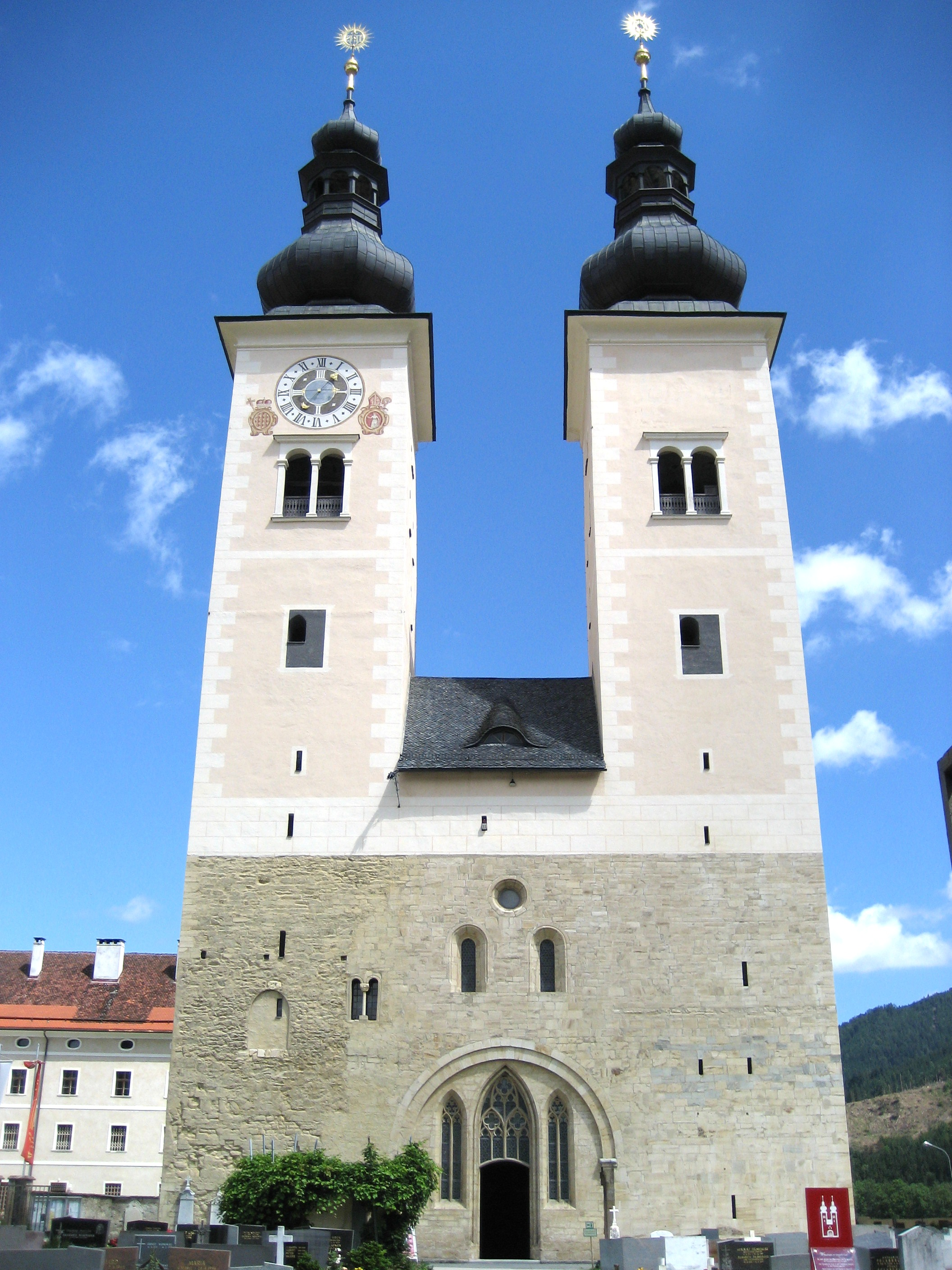
La concattedrale di Sant'Emma a Gurk.

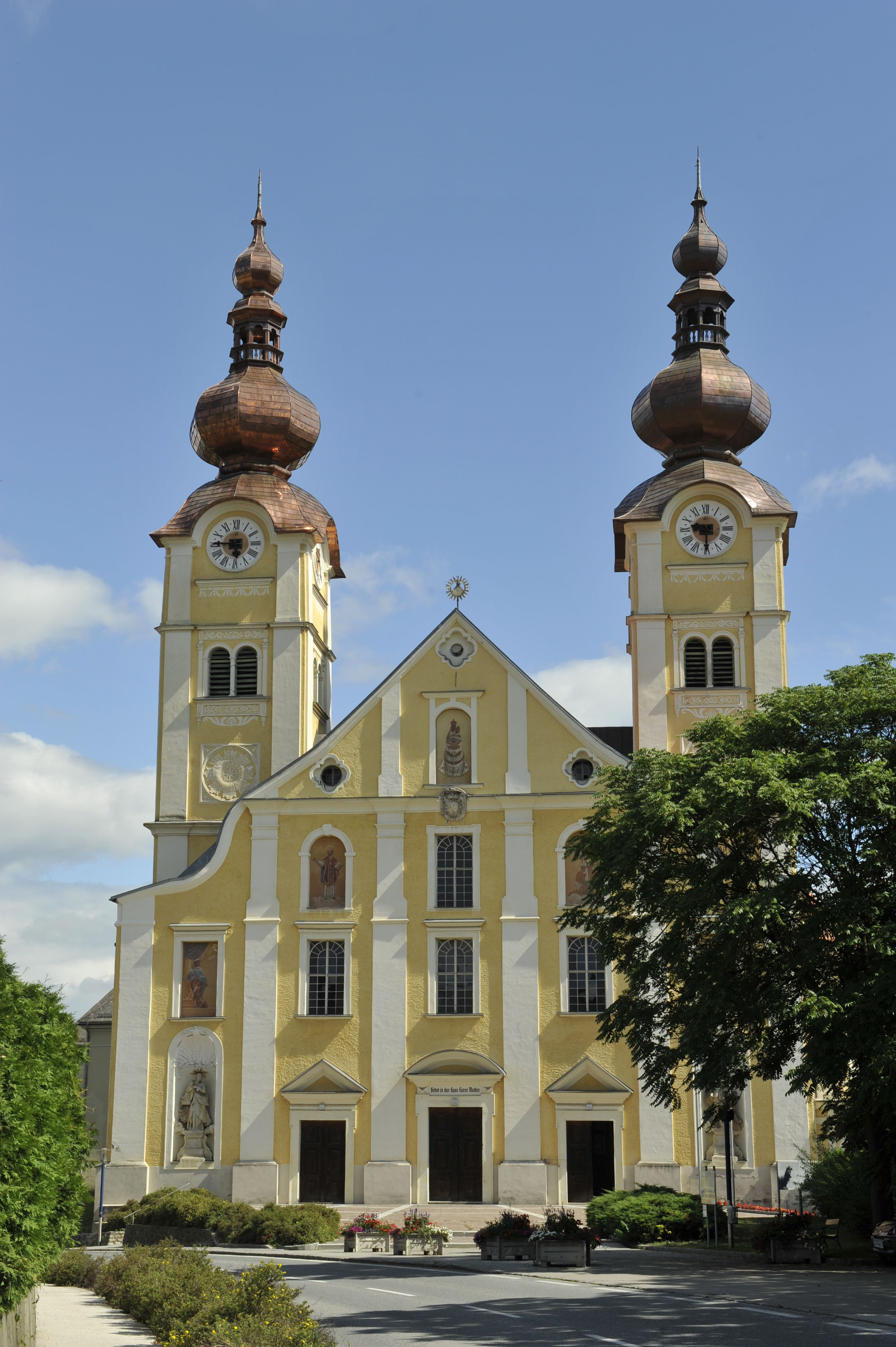
La basilica minore di Santa Maria di Loreto di Sankt Andrä.

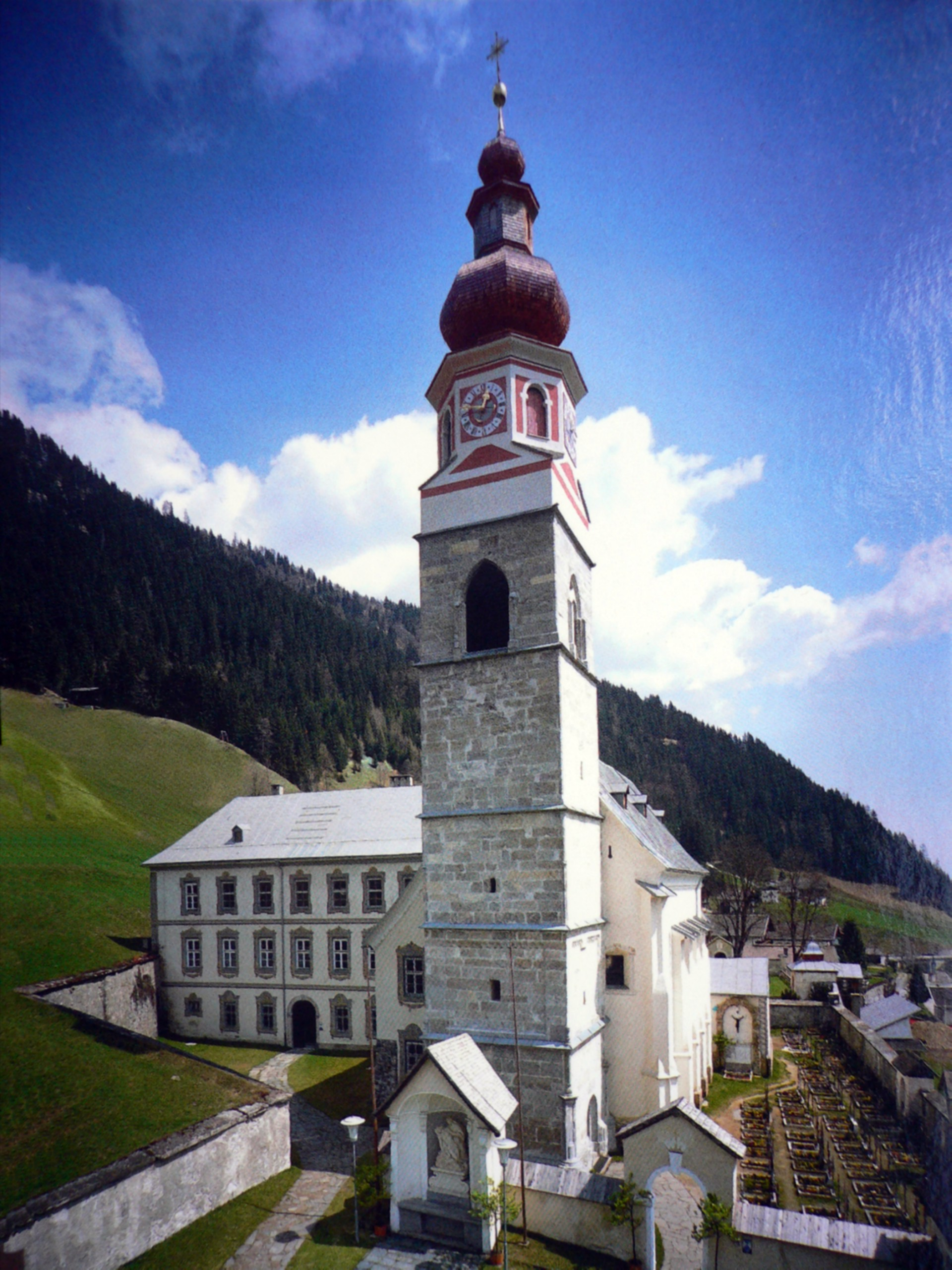
La basilica-santuario di Maria Luggau a Lesachtal.

La diocesi di Gurk (in latino Dioecesis Gurcensis) è una sede della Chiesa cattolica in Austria suffraganea dell'arcidiocesi di Salisburgo. Nel 2023 contava 338.139 battezzati su 568.995 abitanti. È retta dal vescovo Josef Marketz.

## Territorio
La diocesi comprende lo stato federato austriaco della Carinzia.
Sede vescovile è la città di Klagenfurt, dove si trova la cattedrale dei Santi Pietro e Paolo. A Gurk sorge la concattedrale di Sant'Emma. Nella diocesi si trovano due basiliche minori: la basilica di Santa Maria di Loreto a Sankt Andrä, e la basilica-santuario di Maria Luggau a Lesachtal.
Il territorio si estende su 9.536 km² ed è suddiviso in 336 parrocchie raggruppate in 21 decanati.

## Storia
In tarda epoca romana sul territorio dell'odierna diocesi di Gurk esistevano due sedi episcopali, Teurnia e Virunum. La ricristianizzazione della regione, dopo le invasioni degli Slavi, fu opera di missionari giunti da Salisburgo e da Aquileia. Agli inizi del IX secolo Carlo Magno assegnò la Carinzia alle cure degli arcivescovi di Salisburgo.
Data la lontananza e le difficoltà di comunicazione tra Salisburgo e la Carinzia, a partire dalla metà circa dell'VIII secolo gli arcivescovi inviarono in questa regione dei corepiscopi per una maggiore efficacia dell'opera di evangelizzazione. Il primo di questi fu il monaco irlandese san Modesto che pose la sua sede nei pressi dell'antica Virunum (oggi Maria Saal), dove costruì la chiesa di Santa Maria in Solio.
Dopo un secolo circa di abbandono, l'arcivescovo Gebhard (1060-1088) nominò nuovamente un vescovo per la Carinzia, con sede non più a Maria-Saal, ma a Gurk, località più centrale rispetto alla sede precedente, dove Gebhard istituì di fatto una nuova diocesi.
Per questa nuova istituzione, Gebhard ottenne l'autorizzazione di papa Alessandro II il 21 marzo 1070 e quella dell'imperatore Enrico IV il 4 febbraio 1072. Il 6 maggio successivo il primo vescovo, Günther von Krappfeld, ricevette la consacrazione episcopale nella chiesa di St. Marien di Gurk dalle mani dell'arcivescovo Gebhard, coadiuvato da Altwin di Bressanone e Ellenhard di Frisinga.
Questa diocesi, come quelle di Seckau, Chiemsee e Lavant (oggi arcidiocesi di Maribor), erano diocesi "proprie" dell'arcivescovo di Salisburgo (in tedesco: Salzburger Eigenbistumer), ossia diocesi fondate dagli arcivescovi salisburghesi all'interno del vasto territorio della loro arcidiocesi, i quali nominavano direttamente i vescovi e li intronizzavano nelle rispettive sedi. La diocesi di Gurk non aveva un territorio definito, non esisteva un capitolo dei canonici e nemmeno una vera e propria cattedrale, se non la piccola chiesa di St. Marien, che era appartenuta al monastero fondato da sant'Emma.
Il vescovo Hiltebold istituì nel 1124 il capitolo dei canonici, e il 17 luglio 1131 ottenne dall'arcivescovo Corrado una delimitazione più precisa del proprio territorio, costituito dalle vallate del Gurk e del Metnitz e dal versante settentrionale della vallata del Glan. Il vescovo Roman diede avvio, verso il 1140, ai lavori di costruzione della cattedrale, che fu ultimata verso il 1200; nel 1174 vi furono trasferite le reliquie di sant'Emma. Lo stesso Roman portò a termine la costruzione del castello di Straßburg, residenza dei vescovi di Gurk.
Fu durante l'episcopato di Roman che il capitolo dei canonici della cattedrale cercò invano di imporsi nella nomina dei vescovi di Gurk, producendo anche falsi diplomi. Iniziò in questo periodo una lunga contesa tra vescovi e capitolo di Gurk da una parte e arcivescovi di Salisburgo dall'altra sul diritto di nomina dei vescovi di Gurk. Il 29 settembre 1199 il re Filippo di Svevia confermò i diritti degli arcivescovi di Salisburgo; il capitolo ricorse allora alla Santa Sede. La controversia proseguì per tutta la prima parte del XIII secolo, anche con il concorso delle armi, finché l'8 ottobre 1232 fu raggiunto un accordo: il vescovo di Gurk sarebbe stato eletto dal capitolo dei canonici della cattedrale su una terna di nomi decisa dall'arcivescovo di Salisburgo. Questo accordo rimase in vigore, almeno teoricamente, fino al 1535, ma già nel corso del XIV e del XV secolo sia i papi sia gli Asburgo intervennero in più occasioni per imporre il proprio candidato.
In questa controversia, uno dei momenti più critici fu quello che seguì la morte del vescovo Ernst Auer (27 marzo 1432): il capitolo, sostenuto dagli Asburgo, elesse Lorenz von Lichtenberg, mentre l'arcivescovo presentò Hermann Gnas. Il papa, chiamato a fare da arbitro nella disputa, nominò un altro vescovo, Johann Schallermann, prevosto della cattedrale di Bressanone. Il concilio di Basilea, al quale si rivolsero i due esclusi, confermò la decisione del papa nel 1435.
Il 25 ottobre 1535 fu raggiunto un nuovo accordo sulla nomina dei vescovi di Gurk, che rimase in vigore fino al 1918: i vescovi di Gurk sarebbero stati scelti dall'imperatore, ma dopo due nomine imperiali, sarebbe seguita una nomina fatta dagli arcivescovi di Salisburgo, previa approvazione dell'imperatore; il tutto con esclusione dei diritti della Santa Sede.
Nella seconda metà del XVI secolo i vescovi Urban Sagstetter (1556-1573) e Christoph Andreas von Spaur (1573-1601) si impegnarono attivamente per combattere le infiltrazioni luterane nella diocesi e per attuare i decreti di riforma del concilio di Trento.
Nel 1775 la diocesi ampliò il proprio territorio con l'aggiunta del distretto di Millstatt am See, sottratto all'arcidiocesi di Salisburgo.
Le riforme in campo ecclesiastico introdotte dall'imperatore Giuseppe II alla fine del Settecento portarono nel 1786 a una riorganizzazione della geografia ecclesiastica della parte meridionale dei territori asburgici. La diocesi di Gurk ampliò notevolmente il proprio territorio con i territori di Gmünd, Tainach e Friesach, che facevano parte dei vicariati dell'alta e della bassa Carinzia dell'arcidiocesi di Salisburgo. Inoltre, a sud, incorporò importanti porzioni di territorio sottratte alle arcidiocesi di Gorizia e di Lubiana. Nell'ambito di questa riforma, nel 1787 la sede vescovile fu trasferita da Gurk a Klagenfurt.
Tutti questi cambiamenti furono attuati durante l'episcopato di Franz Xaver von Salm-Reifferscheidt-Krautheim (1784-1822). Questo vescovo, l'ultimo di estrazione nobile, riaprì il seminario vescovile nel 1801, dopo che era stato chiuso da Giuseppe II; fece redigere una mappatura completa dei decanati della diocesi; ricostruì il castello di Straßburg e fece costruire il nuovo palazzo vescovile di Klagenfurt. Durante le guerre napoleoniche, incoraggiò i suoi fedeli alla resistenza patriottica contro gli invasori.
Il 20 maggio 1857 la diocesi inglobò le parrocchie della Carinzia che facevano parte della diocesi di Lavant, la cui sede fu trasferita contestualmente a Maribor in Slovenia. Fu in questa occasione che Sankt Andrä, sede dei vescovi di Lavant, entrò a far parte della diocesi di Gurk.
Al termine della prima guerra mondiale, porzioni minori della diocesi si trovarono oltreconfine in Italia e in Jugoslavia. Nel 1923 ai vescovi di Lavant furono date in amministrazione le parrocchie della diocesi di Gurk in territorio jugoslavo nella valle del Mies, mentre agli arcivescovi di Lubiana le parrocchie jugoslave del Seeland; questi territori furono definitivamente persi dalla diocesi austriaca nel 1964. Il 20 febbraio 1933, in forza della bolla Quo Christifideles di papa Pio XI, Gurk cedette il decanato di Tarvisio all'arcidiocesi di Udine.
Con la prima guerra mondiale era decaduta anche la dinastia degli Asburgo, cosa che portò alla modifica della normativa sulla nomina dei vescovi di Gurk. Un decreto della Congregazione Concistoriale del 6 maggio 1920 decise che d'ora in avanti la nomina sarebbe stata fatta dal papa su una terna proposta dagli arcivescovi di Salisburgo. Questa norma fu tuttavia applicata la prima volta solamente nel 1945. Infatti, l'ultimo vescovo nominato dall'imperatore Francesco Giuseppe, Adam Hefter, rimase in carica fino al 1939, quando, per le sue posizioni filo-naziste, fu costretto a dimettersi. La seconda guerra mondiale impedì la nomina di un nuovo vescovo fino al 1945.

## Cronotassi dei vescovi
Si omettono i periodi di sede vacante non superiori ai 2 anni o non storicamente accertati.
- Günther von Krappfeld † (6 maggio 1072 - 15 giugno 1090 deceduto)
- Berthold von Zeltschach † (1090 - 1106 deposto)
- Hiltebold † (1106 - 8 ottobre 1132 deceduto)
- Roman † (1132 - 3 aprile 1167 deceduto)
- Heinrich, O.S.B. † (1º agosto 1167 - 3 ottobre 1174 deceduto)
- Roman von Leibnitz † (1174 - 17 agosto 1179 deceduto)
- Dietrich von Albeck † (1179 - gennaio 1194 dimesso)
- Wernher † (1194 - 21 dicembre 1195 deceduto)
- Ekkehard † (1196 - 23 aprile 1200 deceduto)
- Walther Truchsess von Waldburg, O.S.B. † (aprile o maggio 1200 - 18 gennaio 1213 deceduto)
  - Otto † (aprile 1214 - 30 luglio 1214 deceduto) (vescovo eletto)
- Heinrich von Pettau † (settembre 1214 - 7 settembre 1217 deceduto)
- Ulschalk † (settembre 1218 - 4 dicembre 1220 dimesso)
- Ulrich von Ortenburg † (15 gennaio 1222 - 14 settembre 1253 deceduto)
- Dietrich von Marburg † (ottobre 1253 - 10 novembre 1278 deceduto)
- Johann von Ennsthal † (25 maggio 1279 - 22 luglio 1281 deceduto)
  - Konrad von Lupburg † (17 giugno 1282 - prima dell'11 maggio 1283 dimesso) (vescovo eletto)
- Hartnid von Lichtenstein-Offenberg † (19 luglio 1283 - 28 novembre 1298 deceduto)
- Heinrich von Helfenberg † (13 aprile 1299 - febbraio 1326 deceduto)
- Gerold von Friesach † (1326 - 7 dicembre 1333 deceduto)
- Lorenz von Brunne † (1334 - 5 agosto 1337 deceduto)
- Konrad von Salmansweiler † (1º ottobre 1337 - dicembre 1344 deceduto)
- Ulrich von Wildhaus † (1344 - 26 agosto 1351 deceduto)
- Paul von Jägerndorf † (24 ottobre 1351 - 15 maggio 1359 nominato vescovo di Frisinga)
- Johann von Lenzburg † (16 ottobre 1359 - 14 febbraio 1364 nominato vescovo di Bressanone)
- Johann von Töckheim † (6 marzo 1364 - 29 febbraio 1376 deceduto)
- Johann von Mayrhofen † (giugno 1376 - 30 gennaio 1402 deceduto)
- Konrad von Hebenstreit † (21 luglio 1402 - 23 marzo 1411 nominato vescovo di Frisinga)
- Ernst Auer † (23 marzo 1411 - 27 marzo 1432 deceduto)
- Johann Schallermann † (28 gennaio 1433 - 1453 dimesso)
  - Lorenz von Lichtenberg † (1432 - 4 luglio 1438 nominato vescovo di Lavant) (antivescovo)
- Ulrich Sonnberger † (5 novembre 1453 - 29 dicembre 1469 deceduto)
- Sixtus von Tannberg † (23 aprile 1470 - 12 gennaio 1474 nominato vescovo di Frisinga)
- Lorenz von Freiberg † (11 maggio 1474 - 15 agosto 1487 deceduto)
- Raymond Pérault, O.E.S.A. † (21 febbraio 1491 - 6 ottobre 1501 dimesso)
- Matthäus Lang von Wellenburg † (6 ottobre 1501 - 11 marzo 1522 dimesso)
- Girolamo Balbi † (23 febbraio 1523 - 25 giugno 1526 dimesso)
- Antonio Hoyos de Salamanca † (25 giugno 1526 succeduto - 1551 deceduto)
- Johann von Schönburg, O.S.B. † (1551 - 1555 deceduto ?)
- Urban Sagstetter von Gurk † (3 luglio 1556 - 13 ottobre 1573 deceduto)
- Christoph Andreas von Spaur † (1573 - 14 marzo 1601 nominato vescovo di Bressanone)
- Johann Jakob von Lamberg † (25 febbraio 1603 - 7 febbraio 1630 deceduto)
- Sebastian von Lodron † (26 agosto 1630 - 4 settembre 1643 deceduto)
- Franz von Lodron † (30 settembre 1643 - 30 novembre 1653 deceduto)
- Sigismondo Francesco d'Austria † (25 febbraio 1653 - 28 maggio 1665 dimesso)[13]
- Wenzeslaus von Thun † (9 novembre 1665 - 8 gennaio 1673 deceduto)[14]
- Polykarp Wilhelm von Kuenburg † (24 febbraio 1674 - 15 luglio 1675 deceduto)
- Johannes von Goes † (16 gennaio 1676 - 19 ottobre 1696 deceduto)
- Otto de la Bourde † (27 aprile 1697 - 24 dicembre 1708 deceduto)
- Jakob Maximilian von Thun und Hohenstein † (30 agosto 1709 - 26 luglio 1741 deceduto)
- Josef Maria von Thun und Hohenstein † (11 gennaio 1742 - 29 marzo 1762 nominato vescovo di Passavia)
- Hieronymus Joseph Franz von Colloredo † (8 maggio 1762 - 22 giugno 1772 nominato arcivescovo di Salisburgo)
- Joseph Franz Anton von Auersperg † (31 gennaio 1773 - 25 giugno 1784 nominato vescovo di Passavia)
- Franz Xaver von Salm-Reifferscheidt-Krautheim † (1784 - 19 aprile 1822 deceduto)
  - Sede vacante (1822-1824)
- Jakob Peregrin Paulitsch † (30 maggio 1824 - 5 gennaio 1827 deceduto)
- Georg Mayer † (19 aprile 1828 - 22 marzo 1840 deceduto)
- Franz Anton Gindl † (15 agosto 1841 - 24 ottobre 1841 deceduto)
- Adalbert Lidmansky † (13 maggio 1842 - 23 luglio 1858 deceduto)
- Valentin Wiery † (30 ottobre 1858 - 29 dicembre 1880 deceduto)
- Peter Funder † (13 maggio 1881 - 2 ottobre 1886 deceduto)
- Josef Kahn † (19 marzo 1887 - 28 ottobre 1910 dimesso)
- Balthasar Kaltner † (3 novembre 1910 - 25 maggio 1914 nominato arcivescovo di Salisburgo)
- Adam Hefter † (26 dicembre 1914 - 4 maggio 1939 dimesso[15])
  - Sede vacante (1939-1945)
- Josef Köstner † (25 giugno 1945 - 25 aprile 1981 ritirato)
- Egon Kapellari (7 dicembre 1981 - 14 marzo 2001 nominato vescovo di Graz-Seckau)
- Alois Schwarz (22 maggio 2001 - 17 maggio 2018 nominato vescovo di Sankt Pölten)[16]
- Josef Marketz, dal 3 dicembre 2019

## Statistiche
La diocesi nel 2023 su una popolazione di 568.995 persone contava 338.139 battezzati, corrispondenti al 59,4% del totale.
| anno | popolazione | popolazione | popolazione | presbiteri | presbiteri | presbiteri | presbiteri                | diaconi | religiosi | religiosi | parrocchie |
| anno | battezzati  | totale      | %           | numero     | secolari   | regolari   | battezzati per presbitero | diaconi | uomini    | donne     | parrocchie |
| ---- | ----------- | ----------- | ----------- | ---------- | ---------- | ---------- | ------------------------- | ------- | --------- | --------- | ---------- |
| 1950 | 430.000     | 500.000     | 86,0        | 531        | 392        | 139        | 809                       |         | 171       | 543       | 329        |
| 1970 | 450.516     | 526.830     | 85,5        | 438        | 320        | 118        | 1.028                     |         | 146       | 574       | 333        |
| 1980 | 461.768     | 537.667     | 85,9        | 384        | 278        | 106        | 1.202                     |         | 127       | 511       | 337        |
| 1990 | 467.650     | 542.000     | 86,3        | 328        | 240        | 88         | 1.425                     | 10      | 106       | 437       | 337        |
| 1999 | 443.921     | 564.237     | 78,7        | 291        | 207        | 84         | 1.525                     | 30      | 97        | 343       | 337        |
| 2000 | 442.801     | 563.925     | 78,5        | 284        | 203        | 81         | 1.559                     | 30      | 91        | 356       | 337        |
| 2001 | 441.287     | 550.590     | 80,1        | 277        | 197        | 80         | 1.593                     | 30      | 96        | 310       | 337        |
| 2002 | 440.095     | 561.126     | 78,4        | 287        | 208        | 79         | 1.533                     | 39      | 98        | 312       | 337        |
| 2003 | 438.878     | 559.404     | 78,5        | 265        | 194        | 71         | 1.656                     | 38      | 91        | 231       | 337        |
| 2004 | 436.795     | 558.006     | 78,3        | 264        | 194        | 70         | 1.654                     | 38      | 90        | 292       | 337        |
| 2006 | 414.699     | 559.621     | 74,1        | 261        | 191        | 70         | 1.588                     | 38      | 81        | 296       | 337        |
| 2013 | 387.619     | 557.773     | 69,5        | 243        | 188        | 55         | 1.595                     | 49      | 65        | 244       | 336        |
| 2016 | 381.000     | 557.641     | 68,3        | 285        | 239        | 46         | 1.336                     | 58      | 57        | 206       | 336        |
| 2019 | 363.505     | 560.983     | 64,8        | 240        | 198        | 42         | 1.514                     | 65      | 50        | 191       | 336        |
| 2021 | 364.300     | 562.230     | 64,8        | 237        | 198        | 39         | 1.537                     | 59      | 46        | 167       | 336        |
| 2023 | 338.139     | 568.995     | 59,4        | 226        | 189        | 37         | 1.496                     | 57      | 44        | 124       | 336        |